# Дубакіна Катерина Олександрівна
Катерина Олександрівна Дубакіна (нар.. 2 листопада 1989, Севастополь, Українська РСР, СРСР) — російська актриса, що стала відомою після ролі в телесеріалі «Моя прекрасна няня».
Внесена до «чистилища» бази «Миротворець».

## Життєпис
Народилася 2 листопада 1989 року. З 1-го по 7-й клас (1997-2004) Катерина Дубакіна навчалася в Коледжі музично-театрального мистецтва (КМТМ) № 61 імені Г. Вишневської, до якої два роки займалася в художній школі при Третяковській галереї.
З 1998 по 2005 роки навчалася в музичній школі № 85 імені Й. Гайдна по класу фортепіано. З 2005 року навчалася в музичній школі № 1 імені С. Прокоф'єва по класу гітари.
У 2004 році перейшла до школи-екстернату № 27.
У 2003-2004 роках займалася в театральній школі, в 2006 році вступила до Російської академії театрального мистецтва на факультет режисури, майстерня професора СергіяГоломазова.
У 2010 році була прийнята до складу трупи Московського театру на Малій Бронній.

## Громадська позиція
Катерина Дубакіна свідомо порушила державний кордон України з метою проникнення до окупованого Росією Криму. Влітку 2016 року вона відпочивала в окупованій Ялті.

## Роботи в театрі
Театр на Малій Бронній:
- «Аркадія» — Хлоя Каверлі
- «Біси. Сцени з життя Миколи Ставрогіна» — Марія Шатова
- «Буря» — Міранда
- «Кіноманія. Band»
- «Наша людина в Гавані» — Міллі
- «Почтигород» — Сандрін
- «Принц Каспіан» — Люсі
- «Таємниця старої шафи» — Люсі
- «Тартюф» — Маріанна
- «Особливі люди» — Сестра
- «Княжна Мар'я» — m-lle Bourienne
- «Самогубець» — Серафима Іллівна

Режисер і автор сценічного простору вистави «Самогубець»
Автор ідеї благодійного спектаклю «Особливі люди»

## Фільмографія
- 2004 — Самотнє небо
- 2004 — 2008 — Моя прекрасна няня (Маша Шаталіна, старша дочка Максима Шаталіна)
- 2006 — Спека (епізод)
- 2011 — Світлофор (Катя, подруга Лесі. 8-а серія)
- 2011 — Трохи не в собі (Стюардеса Ніна)
- 2013 — Думай як жінка (Ліля, подруга Даші)
- 2013 — Береги (Маша, подруга Тані)
- 2014 — Красиве життя (Ксюша)
- 2015 — Метод (Анюля)
- 2018 — Кривава бариня